# 종요

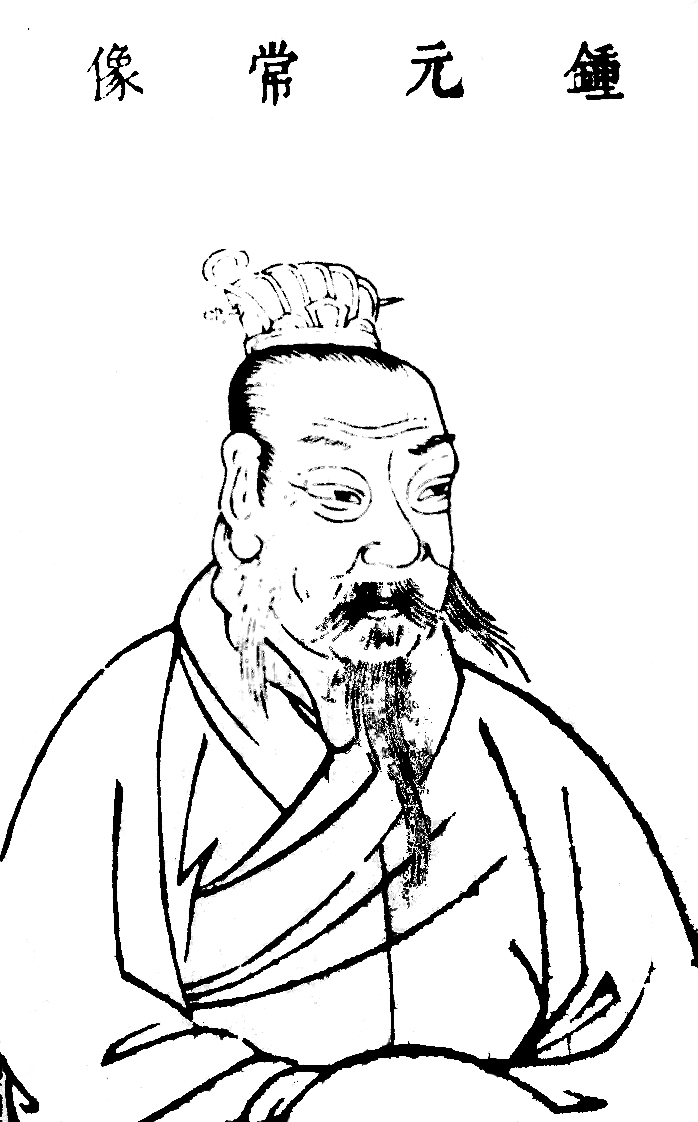
종요

종요(鍾繇, 151년 ~ 230년)는 중국 후한 말 ~ 삼국시대 위나라의 정치인이자 서예가로 자는 원상(元常)이며 예주 영천군 장사현(長社縣) 사람이다.

## 생애
조조(曹操)의 휘하에서 옹주(雍州)의 내정과 치안 유지를 담당했다.
처음엔 후한의 신하로서 헌제(献帝)를 섬겼으나 헌제가 조조에게 비호받으면서 동향 출신이었던 순욱(荀彧)의 천거로 조조를 섬긴 후 장안(長安) 지역의 통치와 치안을 위시한 내정 면에서 장기(張旣)와 더불어 큰 공적을 세웠기에 위나라의 상국(相國;재상)으로까지 승진했다. 219년 위풍(魏諷)의 반란 때 그 사람을 공직에 추천한 사람이 종요였기에 추궁받아 일시로 관직을 박탈당했다.
조비(曹丕)가 황제로 즉위 후 태위(太尉)로서 복귀했으나 조비가 이혼한 아내와 재결합하라고 명하자 분개하여 자해하는 맘으로 산숙을 한꺼번에 먹어 인후에 지장이 초래해 입이 쉽게 열리지 않아 잘 말할 수가 없었다.
아들 종회를 얻은 225년에 종요의 나이가 75살로 종회는 종요의 전무후무한 늦둥이였다. 그 후 종요는 230년 80세를 일기로 세상을 떠났다. 시호는 성후(成侯).

## 서예
종요는 서예가로서 교묘한 소해(小楷)의 서법(書法)으로 그 이름을 남기기도 했다. 예서와 행서에도 탁월했다. 해서가 특히 유명하였는데 삼국시대에서는 해서란 말이 없었고 후세의 서예가들이 해서에 해당되지는 않는다고 주장하여 예서와 해서의 중간에 위치하는 서체라 했다. 이것을 종육체라고 불렀다. 종요의 해서는 서성 왕희지(王羲之)를 시작으로 매우 많은 서예가가 공부하면서 현대에까지도 전해진다.

## 삼국지연의
《삼국지연의》에서는 마초의 침공에 맞서 장안을 수비하는데 서문을 담당한 가공의 동생 종진(鍾進)이 잠입해온 방덕에게 살해당하고 서문이 뚫리면서 빼앗기고 만다. 조예 때에는 예전에 좌천된 사마의를 등용하라고 진언하는 등 유능한 참모로 묘사되었다.

## 가계
- 아들 : 종회

|  | 조위의 상국 216년 8월 ~ 219년 9월 | 후임 화흠 |

| 전임 가후 | 조위의 태위 223년 8월 11일 ~ 226년 12월 | 후임 화흠 |

|  | 조위의 태부 226년 12월 ~ 230년 4월 | 후임 사마의 |

## 같이 보기
- 삼국지 인물 목록